# Gastón Escala
Gastón Enrique Escala Aguirre (Santiago, 22 de diciembre de 1955) es un ingeniero, empresario y dirigente gremial chileno, expresidente de la Cámara Chilena de la Construcción (CChC).
Estudió en la sede centro del Colegio San Ignacio, en la capital. Luego cursó la carrera de ingeniería civil en la Pontificia Universidad Católica de Chile, titulándose el año 1979. Tras ello inició una carrera profesional que dos años más tarde lo pondría en la actual SalfaCorp, empresa liderada por décadas por su suegro, Jorge Garcés Fernández.
Entre otras actividades, dirigió las oficinas de la constructora en Punta Arenas y abrió la sucursal de Concepción, donde desarrolló la filial Salfa Montajes. Tras doce años de trabajo en regiones volvió a la capital para desempeñarse como presidente ejecutivo. En 1989 ingresó como socio a la empresa.
En materia gremial se desempeñó como vicepresidente del Comité de Contratistas Generales y durante los siguientes años ejerció como presidente de la Comisión de Infraestructura. Durante el periodo 2008-2010 fue primer vicepresidente de la CChC.
Fue elegido en la CChC, donde permaneció hasta 2012, en el marco de una elección sin competencia, en la que obtuvo poco más del 93% de los votos.